# Vivian (Louisiana)
Vivian ist eine Kleinstadt (mit dem Status „Town“) im Caddo Parish im US-amerikanischen Bundesstaat Louisiana. Das U.S. Census Bureau hat bei der Volkszählung 2020 eine Einwohnerzahl von 3.073 ermittelt.
Vivian ist Bestandteil der Metropolregion Shreveport-Bossier City am Red River.

## Geografie
Vivian liegt im Nordwesten Louisianas, am Südufer des Black Bayou Lake, rund 15 km westlich des Red River und rund 3 km östlich der Grenze zu Texas. Die Grenze zu Arkansas befindet sich rund 20 km nördlich. Die geografischen Koordinaten von Vivian sind 32°52′16″ nördlicher Breite und 93°59′12″ westlicher Länge. Das Stadtgebiet erstreckt sich über eine Fläche von 13,5 km².
Benachbarte Orte von Vivian sind Rodessa (11,6 km nördlich), Ida (24 km nordöstlich), Hosston (11,5 km östlich), Gilliam (17,3 km ostsüdöstlich), Belcher (26,4 km südöstlich), Oil City (15,1 km südlich) und McLeod in Texas (16 km nordwestlich).
Das Stadtzentrum von Shreveport liegt 48,4 km südsüdöstlich. Die nächstgelegenen weiteren Großstädte sind Louisianas Hauptstadt Baton Rouge (439 km südöstlich), Louisianas größte Stadt New Orleans (561 km in der gleichen Richtung), Lafayette (398 km südsüdöstlich), Beaumont in Texas (359 km südlich), Texas’ größte Stadt Houston (410 km südsüdwestlich), Dallas in Texas (307 km westlich), Arkansas’ Hauptstadt Little Rock (300 km nordöstlich) und Mississippis Hauptstadt Jackson (395 km ostsüdöstlich).

## Bevölkerung
Nach der Volkszählung im Jahr 2010 lebten in Vivian 3671 Menschen in 1504 Haushalten. Die Bevölkerungsdichte betrug 271,9 Einwohner pro Quadratkilometer. In den 1504 Haushalten lebten statistisch je 2,44 Personen.
Ethnisch betrachtet setzte sich die Bevölkerung zusammen aus 55,8 Prozent Weißen, 41,4 Prozent Afroamerikanern, 0,7 Prozent amerikanischen Ureinwohnern, 0,5 Prozent Asiaten sowie 0,5 Prozent aus anderen ethnischen Gruppen; 1,2 Prozent stammten von zwei oder mehr Ethnien ab. Unabhängig von der ethnischen Zugehörigkeit waren 1,4 Prozent der Bevölkerung spanischer oder lateinamerikanischer Abstammung.
26,9 Prozent der Bevölkerung waren unter 18 Jahre alt, 56,8 Prozent waren zwischen 18 und 64 und 16,3 Prozent waren 65 Jahre oder älter. 53,6 Prozent der Bevölkerung war weiblich.

Das mittlere jährliche Einkommen eines Haushalts lag bei 25.735 USD. Das Pro-Kopf-Einkommen betrug 20.501 USD. 23,1 Prozent der Einwohner lebten unterhalb der Armutsgrenze.

## Verkehr
Im Stadtgebiet von Vivian treffen die Louisiana Highways 1, 2 und 170 zusammen. Alle weiteren Straßen sind untergeordnete Landstraßen, teils unbefestigte Fahrwege sowie innerörtliche Verbindungsstraßen.
Durch Vivian verläuft in Nord-Süd-Richtung eine Eisenbahnstrecke der Kansas City Southern aus nördlicher Richtung nach Shreveport.
Die nächsten Flughäfen sind der Shreveport Regional Airport (57,6 km südsüdöstlich) und der größere Dallas/Fort Worth International Airport (347 km westlich).